# Drahňovická mokřadla

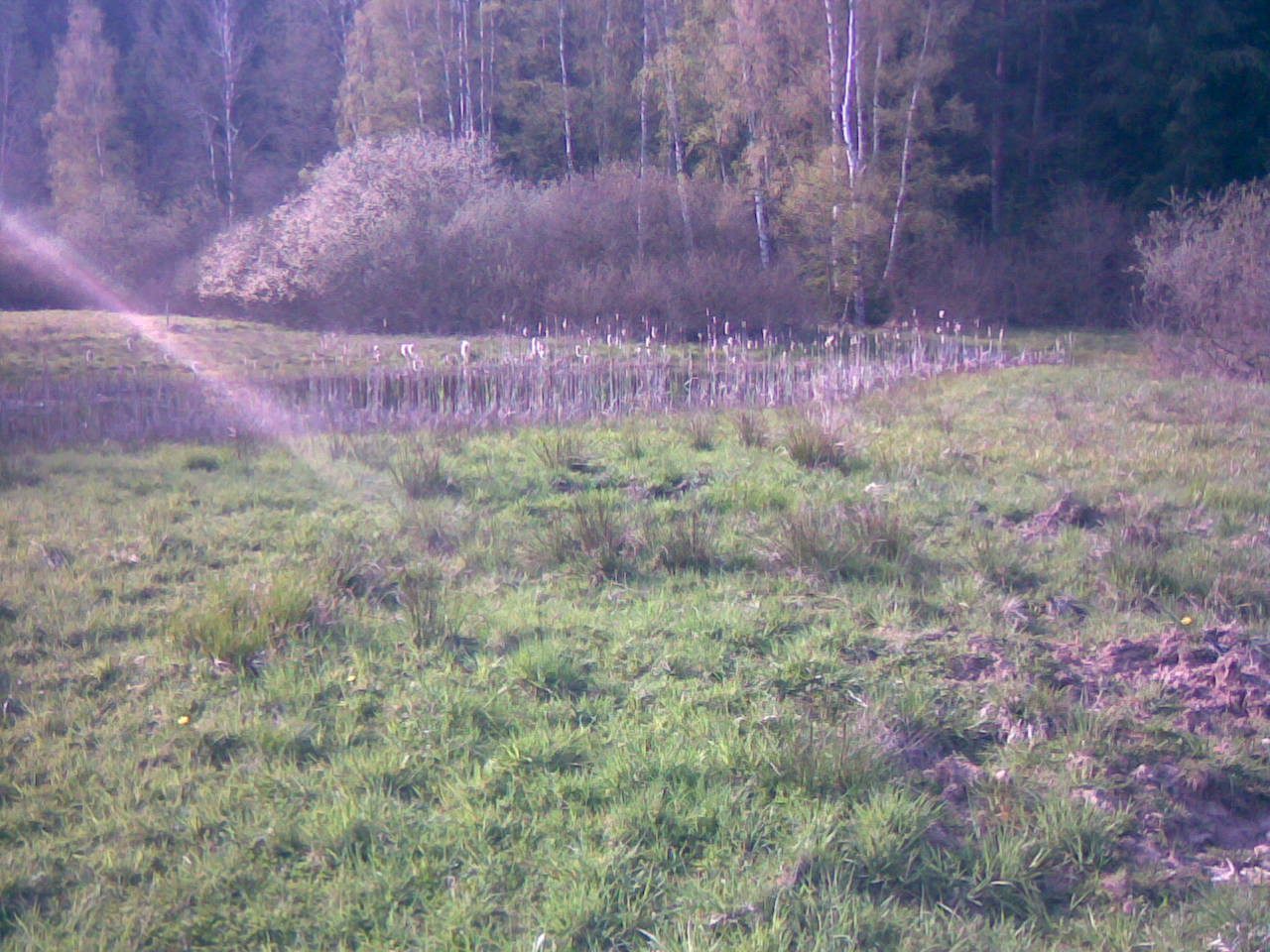
Drahňovická mokřadla

Drahňovická mokřadla (místně též Na mokřadlech) jsou unikátním územím luk a tůní o rozloze 4 ha v jinak zalesněném údolí Křešického potoka, které se nachází na katastrálním území obce Drahňovice v okrese Benešov. Louky v nadmořské výšce 250 m jsou typickou ukázkou mokřadních pcháčových luk, které pro zachování druhové variability vyžadují pravidelné sečení. Keřové vrby rostou na loukách ve skupinkách a člení plochu luk do bludiště zajímavých prostorů. Český svaz ochránců přírody Vlašim vybudoval na mokřadlech mělké tůně, které jsou dnes plné života. Okraje tůní porůstá orobinec úzkolistý, bahnité části žabník jitrocelový. V tůních žijí ohrožení skokani zelení, kteří se zde úspěšně rozmnožují. Louka je dostupná pěšky nebo na kole od Divišova (zelená turistická značka), po stezce z Třemošnice pod dálnicí (cyklostezka 0073), po částečně zpevněné cestě z Drahňovic a z Poříčka. Ze zajímavých druhů hub zde byla nalezena polnička bažinná (Agrocybe elatella), která je uvedena v Červeném seznamu hub (makromycetů) České republiky.

## Rostliny
- ocún jesenní (Colchicum autumnale)[1]
- prstnatec májový (Dactylorhiza majalis)
- vrba bílá (Salix alba)
- olše lepkavá (Alus glutinosa)
- pcháč bahenní (Cirsium Palustre)
- pcháč zelinný (Cirsium oleraceum)
- blatouch bahenní (Caltha palustis)
- tužebník jilmový (Juncus effususa)
- sítina rozkladitá (Filipendula ulmaria)
- skřipina lesní (Scirpus syvaticus)
- krvavec toten (Sanguisorba offiinalis)